# Podreber (Semič, Slovenija)
Podreber je naselje u slovenskoj Općini Semiču. Podreber se nalazi u pokrajini Dolenjskoj i statističkoj regiji Donjoposavskoj regiji. 

## Stanovništvo
Prema popisu stanovništva iz 2002. godine naselje je imalo 56 stanovnika.